# Unión de la India
La Unión de la India, en ocasiones conocida como Dominio de la India, fue un Estado independiente que abarcaba aproximadamente la India actual y que existió entre el 15 de agosto de 1947 y el 26 de enero de 1950. Aunque fue sucedido por la República de la India, el término «Unión de la India» (o simplemente «La Unión») todavía es utilizado por el sistema judicial indio para referirse al Gobierno de la India (frente al Gobierno de los estados indios).
Cuando el Gobierno británico de la India finalizó en 1947, se crearon dos dominios para sustituirlo: La Unión de la India y el Dominio de Pakistán. Los dos Estados fueron creados por el Acta de Independencia de la India de 1947 que fue aprobada por el parlamento británico, y existieron hasta la aprobación de sus constituciones individuales. En el caso de la India se produjo el 26 de enero de 1950; la República de la India comenzó a existir oficialmente a partir de esa fecha.
Durante la fase de la Unión el monarca británico continuó siendo el jefe del Estado de ambos dominios, representado en cada uno por la figura de un gobernador general. Sin embargo, estos gobernadores no fueron designados también virreyes, como había ocurrido durante el período colonial. Los gobernadores generales de la Unión de la India fueron:
1. Louis Mountbatten, Conde Mountbatten de Birmania (1947-1948)
2. Chakravarti Rajagopalachari (1948-1950)

Jawaharlal Nehru fue nombrado primer ministro y jefe del Gobierno de la Unión de la India durante este período.

## Partición de la India
Al mismo tiempo que el gobierno británico otorgaba la independencia a sus dos dominios de la India a mediados de agosto de 1947, las dos naciones se unieron a la Commonwealth británica como dominios independientes. La partición dejó las regiones de Panyab y Bengala, dos de las mayores provincias, divididas entre la India y Pakistán. En los primeros días de la independencia, más de dos millones de personas hindúes y musulmanas emigraron a través de las nuevas fronteras y más de cien mil murieron debido a diversos episodios de violencia. La partición también provocó tensiones sobre la cuestión de Cachemira que provocaron la guerra entre India y Pakistán de 1947.

## Uso judicial
Según el artículo 300 de la Constitución de la India se estableció que "El Gobierno de la India puede definirse con el nombre de Unión de la India". Como resultado, los documentos legales y procedimientos judiciales siempre se refieren al gobierno de la República como "la Unión", aunque de facto la Unión de la India ya no existe como entidad nacional.

## Organización territorial
La constitución de la India, que entró en vigor el 26 de enero de 1950, hizo del país una república democrática soberana y declarada como una "Unión de Estados". La constitución distinguió entre tres tipos de estados:

Los estados de 1951:
Categoría A
Categoría B
Categoría C
Categoría D
Territorios no integrantes de la India en 1951

| Tipo | Tipo | Gobierno                                                                                                 | Lista |
| ---- | --- | --- | --- |
| A    | Antiguas provincias del Imperio de la India dirigidos por un gobernador                                       | Un gobernador y una asamblea elegida                                                                     | Assam, Bihar, Bombay, Madhya Pradesh, Madrás, Orissa, Panyab Oriental, Uttar Pradesh y Bengala Occidental                                                        |
| B    | Antiguos estados o grupos de estados principescos                                                             | Un rajpramukh nombrado entre los príncipes por el presidente de la India y un órgano legislativo elegido | Hyderabad, Jammu y Cachemira, Madhya Bharat, Mysore, Unión de Estados de Patiala y de Panyab Oriental, Rajastán, Saurashtra, Travancore-Cochín y Vindhya Pradesh |
| C    | Antiguas provincias del Imperio de la India dirigidas por un comisario en jefe y algunos estados principescos | Uno comisario designado por el presidente de la India                                                    | Ajmer, Bhopal, Bilaspur, Coorg, Delhi, Himachal Pradesh, Kutch, Manipur y Tripura                                                                                |
| D    | Las Islas Andamán y Nicobar                                                                                   | Un vicegobernador nombrado por el gobierno central                                                       | Islas de Andamán y Nicobar |